# ケサランパサラン (化粧品)
ケサランパサラン(英: Kesalan Patharan) はピアス傘下の百貨店向け化粧品メーカーおよび製品ブランド名。

## 概要
1987年に大阪のピアス社より販売を開始。名称の由来は伝説上の生物ケサランパサランであり、さらにその語源としてスペイン語 Que seran, pasaran を挙げている。1995年にケサランパサラン株式会社が設立され、同時に展開が始まったピアス社のブランド複合取扱ショップであるパウダーパレットでも取扱を開始。
2006年にまつ毛エクステンション施術を開始。各百貨店内店舗（エクステサロン）での施術は同社を嚆矢とし、その後アイブロウデザイニングの施術も開始し並行して展開。2010年には百貨店外の直営店を表参道（東京都渋谷区神宮前4丁目）に開店。

## 姉妹ブランド
パラドゥ株式会社が展開する2000年4月より販売のコンビニ専売コスメパラドゥは、当ブランドとセブンイレブンで共同開発したもの。

## 店舗展開
- 表参道直営店
- ケサランパサランショップ
- パウダーパレット（運営はピアスショップワーク株式会社。ピアスグループの他ブランドカバーマーク等と併売）